# Густав Люссов
Густав Люссов (нім. Gustav Lüssow; 30 грудня 1917, Тетеров — 28 січня 1944, Атлантичний океан) — німецький офіцер-підводник, оберлейтенант-цур-зее крігсмаріне.

## Біографія
3 квітня 1937 року вступив на флот. 2 жовтня 1939 року відряджений в морську авіацію. З 30 березня по 25 квітня 1942 року пройшов курс зв'язку, з 26 квітня по 6 вересня — курс підводника, після чого був переданий в розпорядження 9-ї флотилії. З 10 вересня 1942 року — додатковий, з 8 грудня — 1-й вахтовий офіцер на підводному човні U-566. 29-31 березня 1943 року пройшов курс кермування, 1-30 квітня — курс командира човна. З 31 травня 1943 року — командир U-571, на якому здійснив 3 походи (разом 110 днів у морі). 28 січня 1944 року U-571 був потоплений західніше Ірландії глибинними бомбами австралійського патрульного летючого човна «Сандерленд». Всі 52 члени екіпажу загинули.

## Звання
- Кандидат в офіцери (3 квітня 1937)
- Морський кадет (21 вересня 1937)
- Фенріх-цур-зее (1 травня 1938)
- Оберфенріх-цур-зее (1 липня 1939)
- Лейтенант-цур-зее (1 серпня 1939)
- Оберлейтенант-цур-зее (1 вересня 1941)

## Нагороди
- Залізний хрест
  - 2-го класу (23 жовтня 1940)
  - 1-го класу (31 березня 1943)
- Комбінований Знак Пілот-Спостерігач (1940)
- Авіаційна планка розвідника
  - в бронзі (2 серпня 1941)
  - в золоті (16 грудня 1941)
- Хрест «За військові заслуги» (Італія) (5 березня 1942)
- Нагрудний знак підводника (31 березня 1943)